# Vester Skerninge Sogn
Vester Skerninge Sogn er et sogn i Svendborg Provsti (Fyens Stift).
I 1800-tallet var Ulbølle Sogn anneks til Vester Skerninge Sogn. Begge sogne hørte til Sallinge Herred i Svendborg Amt. Vester Skerninge-Ulbølle sognekommune blev senere delt, så hvert sogn dannede sin egen sognekommune. Inden kommunalreformen i 1970 gik Vester Skerninge ind i Ollerup-Skerninge Kommune, som dog blev for lille. Så ved selve reformen blev den sammen med Ulbølle indlemmet i Egebjerg Kommune, der ved strukturreformen i 2007 indgik i Svendborg Kommune.
I Vester Skerninge Sogn ligger Vester Skerninge Kirke.
I sognet findes følgende autoriserede stednavne:
- Hannemose (bebyggelse)
- Hytteballe (bebyggelse)
- Lunghuse (bebyggelse)
- Nørremark (bebyggelse)
- Syltemaden (bebyggelse)
- Søndermarken (bebyggelse)
- Vester Skerninge (bebyggelse, ejerlav)
- Æblemose Huse (bebyggelse)